# Bosgerst
Bosgerst (Hordelymus europaeus, synoniemen: Hordeum silvaticum, Elymus europaeus) is een vaste plant, die behoort tot de grassenfamilie. De plant komt van nature voor in West- en Midden-Europa, de Kaukasus, het Atlasgebergte en Zuidwest-Azië. Het aantal chromosomen is 2n = 28.
De plant wordt 40-120 cm hoog en groeit in losse pollen. De 6-10 mm brede bladeren zijn aan de onderzijde glanzend en hebben een witachtige uitstekende middennerf. Het vliezige tongetje is 0,5-1,5 mm hoog. De stengelomvattende, sikkelvormige oortjes zijn kaal. De onderste bladscheden hebben lange afstaande of iets teruggeslagen haren, de bovenste bladscheden zijn bijna kaal. De onderste knopen van de stengel zijn ook behaard.
De plant bloeit in juni en juli. De rechtopstaande of iets overhangende bloeiwijze is een 4-8 cm lange aar. De aartjes bevatten één of twee bloemen. De kelkkafjes van de zijdelingse aartjes en het middelste aartje zijn lancetvormig en hebben dezelfde grootte. De kafnaald is tot half zo lang als de rest van het kafje. Het onderste kroonkafje is 8-10 mm lang en heeft een 1,5-2,5 cm lange kafnaald.
De vrucht is een graanvrucht.

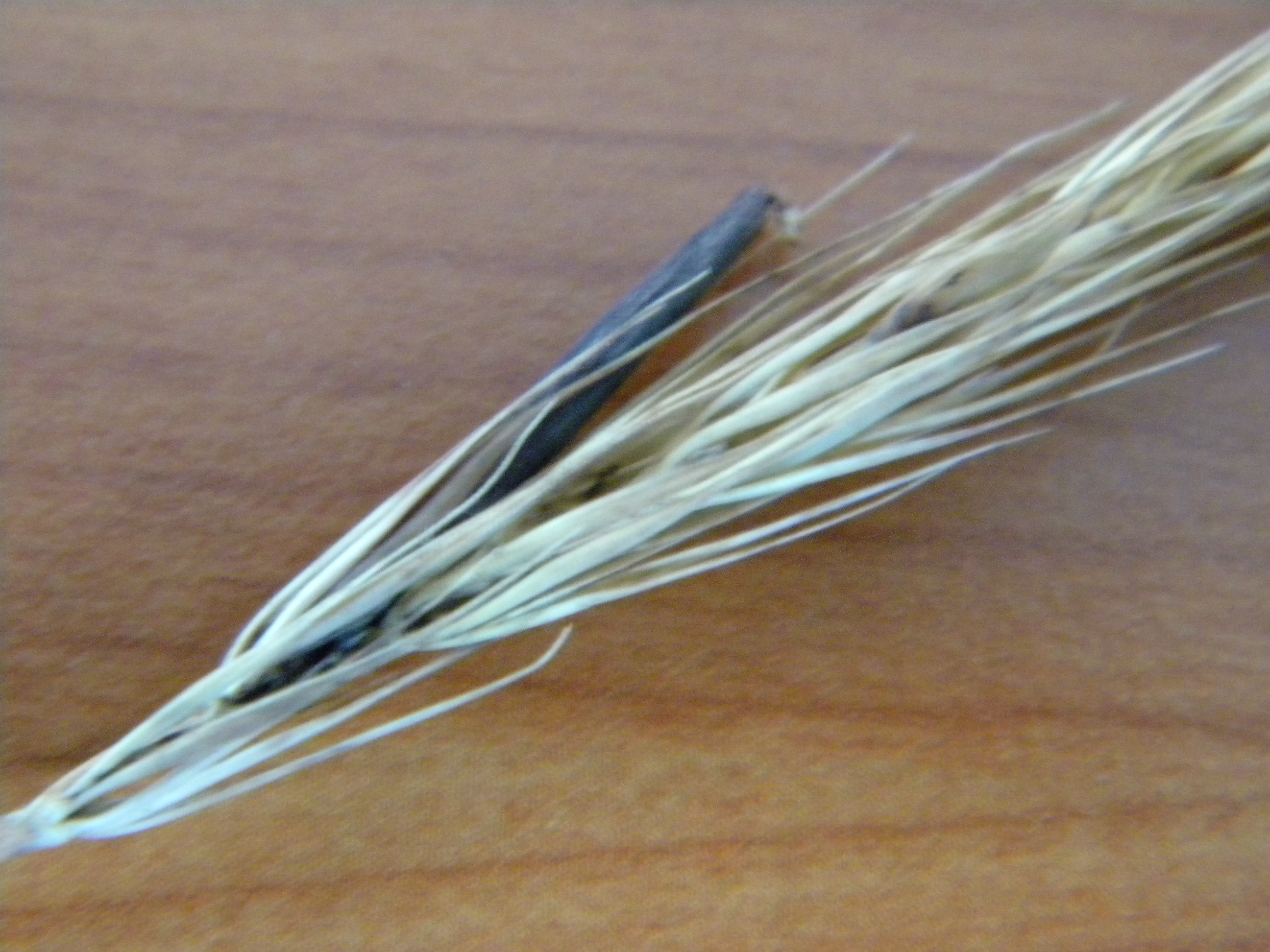
Aar met moederkoren

Bosgerst komt voor in loofbossen en aan bosranden op kalkhoudende grond.

## Namen in andere talen
- Engels: Wood Barley
- Frans: Orge des bois
- Duits: Waldgerste